# Beyrichioidea
De Beyrichioidea zijn een superfamilie van uitgestorven kreeftachtigen uit de klasse van de Ostracoda (mosselkreeftjes).

## Families
- Beyrichiidae Jones, 1894 †
- Treposellidae Henningsmoen, 1954 †

Er is nog onduidelijkheid over de taxonomische indeling van onderstaande geslachten ('incertae sedis').
- Fidelitella Ivanova, 1960 †
- Malnina Jones (P. J.), 1989 †